# 阿里夫·埃曼·哈纳皮
阿里夫·埃曼·哈纳皮 （2002年5月4日—），是一名马来西亚职业足球运动员，现效力于马来西亚足球超级的柔佛DT足球俱乐部。同时也代表马来西亚国家足球队，司职前锋。

## 生涯

### 柔佛DT
2021年3月13日，阿里夫·埃曼在马来西亚超级足球联赛对阵玛拉工艺大学的比赛中，第九分钟接替受伤的沙法威·拉希德轮换上场，该场比赛阿里夫·埃曼在第十一分钟打进一球，帮助柔佛DT首开记录，这是阿里夫·埃曼在联赛首次的进球。

## 荣誉

### 俱乐部
柔佛DT
- 马来西亚超级足球联赛冠军：2021
- 马来西亚慈善盾冠军：2022